# Фридрих II фон Хелфенщайн
Фридрих II фон Хелфенщайн (на немски: Friedrich I von Helfenstein; * 1408; † 1483) е граф на Хелфенщайн (1462 –1483), господар на Хилтенбург, Визенщайг, Зулц (1447), Херблинген-Нелинген (1480). През 1435 г. той е катедрален фогт на Гробин, през 1438/1453 г. е хауптман на графство Хоенберг и 1465/1483 г. вюртембергски съветник.
Той е най-малкият син на граф Фридрих I фон Хелфенщайн († 1438) и съпругата му графиня Агнес фон Вайнсберг († 1474), дъщеря на граф Енгелхард VIII фон Вайнсберг († 1417) и графиня Анна фон Лайнинген-Хартенбург († 1413/1415).

## Фамилия
Фридрих II фон Хелфенщайн се жени ок. 1446 г. за Агнес фон Еберщайн († 2 януари/ноември 1456), дъщеря на граф Бернхард I фон Еберщайн (1381 – 1440) и Агнес фон Финстинген-Бракенкопф († 1440). Те имат един син:
- Лудвиг IV фон Хелфенщайн-Визенщайг (X/VI) (* 21 ноември 1447; † 27 декември 1493), граф на Хелфенщайн-Визенщайг (1483 – 1493), вюртембергски съветник (1475/1488), женен 1483 г. за шенкин Елизабет фон Лимпург-Шпекфелд-Оберзонтхайм († 1538), има седем деца.

Фридрих II фон Хелфенщайн се жени втори път 1476 г. за Ирмгард фон Хелфенщайн-Блаубойрен, дъщеря на граф Конрад II фон Хелфенщайн-Блаубойрен († 1474) и Анна фон Зекендорф († 1474). Те имат един син:
- Фридрих III фон Хелфенщайн-Визенщайг (* 12/21 март 1479; † 1502), женен за Барбара фон Рехберг († 15 април 1522), дъщеря на Георг I фон Рехберг († 1506) и Барбара фон Ландау († 1499); няма деца